# Aus Greidanus
Pour les articles homonymes, voir Greidanus.
 (décembre 2018).
Aus Greidanus, né le 19 février 1950 à Amsterdam, est un acteur néerlandais.

## Filmographie

### Cinéma
- 1990 : The Final Sacrifice (nl) de Tjardus Greidanus : Le cultisme[2]
- 1995 : The Purse Snatcher (nl) de Maria Peters[3]
- 2016 : Master Spy (nl) de Pieter Van Rijn : Freek Dekker[4]
- 2017 : Love Revisited (nl) de Nicole van Kilsdonk : Andries
- 2018 : Redbad (nl) de Roel Reiné : Odulf[5]
- 2019 : Kapsalon Romy de Mischa Kamp

## Vie privée
Il fut marié avec l'actrice Sacha Bulthuis, avec qui il a eu deux enfants, l'acteur Aus Greidanus jr. et l'actrice Pauline Greidanus. Il est le père de l'acteur Kay Greidanus.